# Andrei Golban
Andrei Golban (ur. 17 marca 1974) – mołdawski judoka. Olimpijczyk z Atlanty 1996, gdzie zajął siedemnaste miejsce w wadze lekkiej. 
Uczestnik mistrzostw świata w 1995, 1999 i 2001. Startował w Pucharze Świata w latach 1995-2000. Wicemistrz Europy w 1998; piąty w 1994, 1995 i 1999 roku. 

## Letnie Igrzyska Olimpijskie 1996
| Konkurencja | Eliminacje              | Eliminacje            | Eliminacje           | Klas. końcowa |
| Konkurencja | Przeciwnik I            | Przeciwnik II         | Przeciwnik III       | Miejsce       |
| ----------- | ----------------------- | --------------------- | -------------------- | ------------- |
| 71 kg       | Davor Vlaškovac (BIH) Z | Achat Aszyrow (KAZ) Z | Steve Corkin (NZL) P | 13.           |